# 安徽鳳陽明中都鼓樓瓦片脫落事件
北京時間2025年5月19日，中華人民共和國安徽省滁州市鳳陽縣明中都鼓樓重檐歇山頂屋面發生大規模瓦片脫落事件，事件中無人傷亡。該鼓樓曾於2024年3月完成維修並通過驗收，維修工程造價達人民幣341萬元人民幣（合同結算金額人民幣290.23萬元），距離此次瓦片脫落不到一年，引發輿論對工程質量的關注和質疑。同時，事件也揭露鼓樓樓宇部分為1995年未經批覆違規復建的「假古董」等問題，而維修工程承包商的過往記錄也引發爭議。

## 背景

### 歷史
明中都鼓樓，亦稱中都譙樓，坐落於鳳陽縣，其歷史可追溯至明洪武八年（1375年）。這座建築由基座與上部樓宇構成。其中，磚石結構的基座部分，因其歷史價值，已於1989年被認定為省級重點文物保護單位。原有樓宇在清咸豐三年（1853年）遭受損毀。現今所見的樓宇則是在1995年啟動建設，並於1998年完成復建。然而，據《揚子晚報》引述當地文物部門的說法，該樓宇在1995年復建時並未獲得相關批覆，其鋼筋混凝土結構使其被稱為「假古董」。依據《中華人民共和國文物保護法》的規定，在省級重點文物保護單位基座上進行的樓宇復建項目，應當經過省級文物部門及國家文物局的雙重審批。但明中都鼓樓樓宇在1995年的相關報批手續，並未獲得安徽省文物局的批准，因此其復建被認定為違規行為。
明中都是明朝開國皇帝朱元璋在其故鄉興建的明代初期都城。這座都城遺址佔地約50平方千米，儘管歷經歲月侵蝕與戰火破壞，現今地面仍可見午門、西華門城台以及逾千米的城牆殘存，而鼓樓的基座也得以完好保存。該鼓樓目前被列為國家3A級旅遊景區，其基座底部東西長34.25米，南北寬72米，高15.68米，是中華人民共和國現存規模最大的鼓樓基座，且完全由明代大型條形磚砌築而成。

### 維修
2008年，鳳陽縣組建鳳陽大明旅遊發展（集團）有限公司，旨在推動中都鼓樓的文化旅遊開發，並強調鼓樓基座是該遺址的重要組成部分。自2017年起，鼓樓樓宇的屋頂部分瓦片零星出現脫落，檐板也有所損毀。隨著損壞情況在2023年2月加劇並構成安全隱患，鳳陽縣隨即啟動鼓樓樓宇的維修項目。同年5月，該單位透過公開招標程序，確定維修項目的設計、施工及監理單位。鳳陽大明旅遊發展（集團）有限公司曾為此維修項目發布招標公告，預算金額為人民幣400萬元。
根據招標文書記載，該維修工程的承建單位為黃山市徽州中亞建築安裝古典園林有限公司，監理單位為豫通工程管理有限公司，設計單位則為山東智邦建設工程檢測有限公司，項目計劃工期為180個日曆天。工程於2023年9月11日正式動工，並於2024年3月10日通過竣工驗收。根據《鳳陽縣明中都鼓樓樓宇維修》公告及招標文書的說明，此次維修範圍涵蓋重檐歇山頂屋面的修復，包括更換損壞的檐板、屋椽與脫落瓦片，對斗栱和門窗進行油漆翻新，同時也加高二樓欄桿，並增設了防水層、鋼筋網及水泥砂漿層等。當地居民表示，2024年的維修是為了處理樓宇內部的漏水問題並更換瓦片。合約履約資料顯示，該項目的最終合同金額為人民幣341萬2057.08元，而合同結算金額為人民幣290萬2300元。維修完成後，鼓樓景區的樓宇部分在2024年9月經過重新規劃和布展，已正式對遊客開放。然而，此次瓦片脫落事件距離該維修工程竣工僅約14個月。

#### 施工單位
據《澎湃新聞》報導指，涉事施工單位黃山市徽州中亞建築安裝古典園林有限公司曾於瓦片脫落事件十年前，即2015年12月，在負責安徽省黃山市祁門縣省級文物保護單位「一本堂」（又名「唐大司徒鄭公祠」）的維修工程時，因違規施工導致火災，造成該文物保護單位內的寢堂和享堂被焚毀。報導指，該公司在未取得開工許可的情況下，於2015年12月12日擅自施工，在寢堂後方進行防水作業，並使用了文物施工中明令禁止的明火，用液化氣噴燈熱熔粘接方式，最終導致屋面木構件因高溫悶燃而引發火災。
儘管黃山市徽州中亞建築安裝古典園林有限公司成立於2002年，具備古建築工程、文物保護工程施工（二級）資格，且曾參與多個古建築的保護、修繕和改造項目，但有安徽省內從事文物建築修繕的業內人士向《澎湃新聞》分析指出，該公司主要業務集中於徽派建築的修繕，可能缺乏明式官式建築的修繕經驗和相關實績，而這兩類建築在工藝處理上存在差異性要求。該業內人士進一步表示，若「一本堂」火災事故發生在當下，該施工企業的相關資格「大概率是要吊銷」。

## 事件
2025年5月19日下午6時30分左右，明中都鼓樓樓宇重檐歇山頂屋面東側的瓦片開始大面積脫落，伴隨大量煙塵升起，過程持續約1至2分鐘。一名當時在鼓樓東側廣場休息的居民回憶，她突然聽到「轟隆」一聲巨響，隨後便看到瓦片大面積滑落。附近商戶指出，主要是頂層瓦片脫落，重重砸向鼓樓基座，激起濃密塵煙，並飛濺至廣場地面，但鼓樓主體結構並未倒塌。
事發時，鼓樓城牆下方有數十名居民，包括帶著小孩的家庭，他們迅速向外圍撤離，無人傷亡。一名環衛工人表示，現場無人受傷，僅一名婦女被零星碎石砸到肩膀，起初誤以為是麻雀，隨後才慌忙離開城樓區域。該環衛工人還提到，每日下午3點至5點及晚上7點至9點是鼓樓城牆下的人員密集時段，瓦片脫落恰逢居民用餐時間，「要是早半小時或晚半小時，後果真不敢想」。

## 後續
事件發生後，當地政府部門啟動應急機制。鳳陽縣連夜在鼓樓四周加裝圍擋，並張貼「鼓樓屋頂瓦片脫落，為保安全請勿靠近」的安全提示。為維持現場秩序，鼓樓周邊也部署大量民警、特警、交警及社區志願者，鳳陽交警調配逾200名警力疏導交通，以應對圍擋對部分路段造成的交通影響。
鳳陽縣委、縣政府責令項目設計、施工及監理單位立即前往現場。同時，相關專家也被邀請參與調查核實工作。鳳陽縣文化和旅遊局的工作人員表示，他們將邀請施工方和設計方到鳳陽，逐一排查瓦片脫落的原因。安徽省文物局也介入調查。5月20日，安徽省文物局文物督察處負責人指出，安徽省文旅廳的多個部門已趕赴現場勘察，重點調查瓦片脫落是否對作為文物保護單位的鼓樓台基造成影響。同日下午，現場有工作人員使用無人機對損毀樓宇進行勘測。鳳陽大明旅遊發展（集團）有限公司也於5月20日宣佈，由於鼓樓樓宇屋面局部瓦片脫落，該景區自即日起封閉維修，具體開放時間將另行通告。
對於樓宇是否屬於違建，鳳陽縣文化和旅遊局黨組書記、局長盧德永曾於5月20日否認，稱當時是以鳳陽縣人民政府名義報給省文物局，並於1996年1月獲得批復同意修建，且樓宇不在明中都遺址保護範圍內。但5月21日，鳳陽縣有關部門又答覆《南方都市報》記者，關於1995年復建一事是否合規仍在核實調查中。安徽省文物局文物古蹟處和鳳陽縣住建局也表示，正在針對此事進行調查。
5月23日，安徽滁州市聯合調查組就此事發佈調查處置情況通報。根據初步核查結果，已對負有領導責任的鳳陽縣政府分管副縣長予以停職檢查，並對鳳陽縣文化和旅遊局局長、鳳陽大明旅遊發展（集團）有限公司董事長予以免職。聯合調查組表示，將對涉事單位和相關人員展開深入調查，並將依據調查情況依法處理。

## 分析
根據清華大學建築學院教授羅德胤的分析，從事故影片觀察，瓦片呈現整片滑落的狀況，可能與防水層鋪設不當有關。他指出，現代建築修繕作業中，通常會在瓦片下方加設防水層，若在重檐歇山頂等斜度較大的屋頂上施工時，工藝不當，例如施工人員缺乏經驗，或對瓦片滑移風險預估不足，均可能導致瓦片大面積脫落。羅德胤強調，防水層屬於隱蔽工程，驗收難度較高，存在被忽略的可能。
鳳陽縣文化和旅遊局黨組書記、局長盧德永則指出，事故當日的氣溫日較差接近20℃（氣溫介乎17至37℃），為較為罕見的天氣情況。盧德永表示，已將此氣象數據提交予專家組參考，但目前尚無證據顯示該情況與瓦片脫落之間存在直接關聯。

## 評論
上海交通大學木結構建築研究與設計中心主任劉傑指出，文物建築的科學修復具有必要性，但若採用鋼筋混凝土材料，可能對建築原有的台基構造造成二次損害，並可能產生對古代建築用材的錯誤認知。他表示，中國傳統木構建築技術至今仍有傳承，該類結構自重較輕，相對而言對文物基座較為友好；相比之下，混凝土結構重量較大，通常需要加深地基，可能對基座造成不可逆損傷。劉傑並援引《威尼斯憲章》中關於修復工程「可識別性」的原則，認為若使用現代材料進行修復，應予以明確標示，並附文字說明以作區別。